# Reštanj
Reštanj – wieś w Słowenii, w gminie Krško. W 2018 roku liczyła 217 mieszkańców.